# بالتيمور سيتي هول
بالتيمور سيتي هول هو المبنى الرسمي لحكومة مدينة بالتيمور، في ولاية ماريلاند بالولايات المتحدة الأمريكية. وهو مبنى يضم مكاتب عمدة المدينة ومجلس المدينة. يضم المبنى أيضا مراقب المدينة، وبعض إدارات المدينة المختلفة والوكالات والمجالس واللجان جنبا إلى جنب مع الدوائر التاريخية لمجلس مدينة بالتيمور. يقع المبنى في منطقة تحدها شارع شرق ليكسينجتون من الشمال، وشارع جيلفورد من الغرب، وشارع شرق فايت من الجنوب، وشارع شمال هوليداي مع شارع ساحة مبنى البلدية والنصب التذكاري للحرب من الشرق. وهو مبنى من ستة طوابق، وقد تم تصميمه من قبل المهندس المعماري البالغ من العمر 22 عاما، «جورج فريدريك» (1842-1924) مستخدما طراز الإمبراطورية الثانية المعماري، وكذا إحياء عمارة الباروك، مع أسقف علوية بارزة مع النوافذ البارزة ذات الإطار المزخرف، وطابقين مكررين وفق نموذج بالاديو.

## التجديدات
بنهاية الحرب العالمية الثانية أصبحت قاعة المدينة في حالة متدهورة لقدمها؛ حيث أن السقف المصنوع من الأردواز بدأ بتسريب الماء، وبدأ الرخام الخارجي بالتفكك وكانت القاعة بحاجة ماسة لاستبدال أنظمة الكهرباء والتبريد والتسخين. تأثرت قبة القاعة أيضاً حيث أصيب الحديد من حولها بالصدأ وتصدعت العديد من الألواح. في سنة 1959 سقطت قطعة تزيين حديدة وزنها 15 باوند (6.8 كيلو جرام تقريباً) من ارتفاع 150 قدماً (45.72 متراً) لتصيب غرفة استماع مجلس التقديرات. في سنة 1974 صوتت المدينة لإعادة تجديد القاعة بدلاً من إعادة بنائِها من الأساس. بدأت «شركة التراث المعمارية» بالتعاون مع «شركة مايرز ودي أليو وباتون» وبمعاونة المعماريين المحليين، بدأوا بالعمل على التصميم. أعيد بناء غرف الاحتفالات وتمت زيادة مساحة المكتب، وفككت القبة وأعيد تركيبها مجدداً. استغرق العمل سنتين بتكلفة 10.5 مليون دولار وبعدها عاد عمدة المدينة وأمناء مجلس البلدة وبقية العاملين إلى القاعة. تمت زيادة المساحة القابلة للاستخدام للضعف بعد التجديد وذلك بإضافة طابقين جديدين، واستبدال مساحة مخزن حفظ الموتى بجعلها مكاتب، وبإعادة تصميم الجدران الداخلية لتحقيق المساحة الكبرى.
في سنة 2009 وجد المسح الذي تم للمبنى أن أجزاء من الرخام الخارجي تصدعت مجدداً بسبب مرور الوقت، ولذلك وافقت المدينة على دفع 483,000 دولار لإصلاح القاعة في نفس السنة.

## حوادث
في 13 أبريل 1976، اقتحم تشارلز هوبكنز (Charles A. Hopkins) قاعة المدينة بمسدسه حيث قام بقتل عضو مجلس المدينة دومنيك ليون (Dominic Leone)واصابة مساعد البلدية وضابط شرطة، احتجاج على إغلاق مطعمه. وتمت تبرئة هوبكنز من تهمة اطلاق النار بسبب الجنون ولكن قضى معظم حياته في مرافق الصحة النفسية. في عام 2007 اصدرت محكمة في بالتيمور قرار بتخفيض مدة الحبس.

## روابط خارجية
- بالتيمور سيتي هول.
- موقع جورج فريدريك.

‌